# Baharāgora
Baharāgora är en ort i Indien.   Den ligger i distriktet Purba Singhbhum och delstaten Jharkhand, i den östra delen av landet, 1 200 km sydost om huvudstaden New Delhi. Baharāgora ligger 81 meter över havet och antalet invånare är 149 000.
Terrängen runt Baharāgora är platt, och sluttar söderut. Runt Baharāgora är det tätbefolkat, med 331 invånare per kvadratkilometer. Det finns inga andra samhällen i närheten. Trakten runt Baharāgora består till största delen av jordbruksmark.